# Mark Alexander Zöller
Mark Alexander Zöller (* 1973) ist ein deutscher Rechtswissenschaftler.

## Leben
Er studierte Rechtswissenschaften an der Universität Mannheim und war anschließend von 1999 bis 2001 als wissenschaftlicher Mitarbeiter am Lehrstuhl von Jürgen Wolter tätig, wo er mit einer interdisziplinären Arbeit aus dem Bereich des Straf-, Polizei- und Nachrichtendienstrechts promoviert wurde. Er absolvierte das Rechtsreferendariat am Oberlandesgericht Zweibrücken. Nach dem Referendariat arbeitete er als wissenschaftlicher Assistent erneut am Lehrstuhl von Jürgen Wolter und habilitierte sich 2008 mit einer Schrift zum Terrorismusstrafrecht. Ab 2008 lehrte er auf der Professur für Deutsches, Europäisches und Internationales Strafrecht und Strafprozessrecht sowie Wirtschaftsstrafrecht an der Universität Trier. Noch im selben Jahr wurde er dort zum Direktor des Instituts für Deutsches und Europäisches Strafprozessrecht und Polizeirecht (ISP) ernannt. 2014/2015 war er Dekan des Fachbereichs Rechtswissenschaften an der Universität Trier. 2020 wechselte er an die Ludwig-Maximilians-Universität München und ist dort aktuell Inhaber des Lehrstuhls für Deutsches, Europäisches und Internationales Strafrecht und Strafprozessrecht, Wirtschaftsstrafrecht und das Recht der Digitalisierung sowie Geschäftsführer des Instituts für Digitalisierung und das Recht der Inneren Sicherheit (IDRIS).

## Forschungsschwerpunkte
Mark Zöller forscht auf dem Gebiet des Sicherheitsrechts, schwerpunktmäßig im Straf- und Strafprozessrecht sowie Polizei- und Nachrichtendienstrecht. In diesen Bereichen wird er unter anderem regelmäßig von Gesetzgebungsorganen zum Sachverständigen berufen.

## Schriften (Auswahl)
- Informationssysteme und Vorfeldmaßnahmen von Polizei, Staatsanwaltschaft und Nachrichtendiensten. Zur Vernetzung von Strafverfolgung und Kriminalitätsverhütung im Zeitalter von multimedialer Kommunikation und Persönlichkeitsschutz. Heidelberg 2002, ISBN 3-8114-5122-7.
- Terrorismusstrafrecht. Ein Handbuch. Heidelberg 2009, ISBN 978-3-8114-3921-4.
- mit Bernd Hecker: Fallsammlung zum Europäischen und Internationalen Strafrecht. Heidelberg 2017, ISBN 978-3-642-11900-2.
- Der Einsatz von Bodycams zur polizeilichen Gefahrenabwehr. Rechtliche Möglichkeiten und Grenzen am Beispiel des rheinland-pfälzischen Pilotprojekts. Frankfurt am Main 2017, ISBN 3-86676-484-7.
- mit Markus Löffelmann: Nachrichtendienstrecht. (= Kompendien für Studien, Praxis und Fortbildung). Nomos, Baden-Baden 2022, ISBN 978-3-8487-6723-6.